# Veniamin Symeonidis
Veniamin Symeonidis (* 26. August 1963) ist ein griechischer Dartspieler.

## Karriere
Veniamin Symeonidis, der in Deutschland lebt, stand 2016 im Viertelfinale der Romanian Classic und nahm 2018 an der PDC Qualifying School teil. Zudem vertrat er Griechenland zusammen mit John Michael beim World Cup of Darts 2018, 2019 und 2020. Nachdem das Duo 2018 und 2019 beide Male in der ersten Runde gescheitert war, konnte es 2020 ins Achtelfinale vordringen. Dort unterlagen Symeonidis und Michael jedoch den Deutschen Max Hopp und Gabriel Clemens mit 0:2.
2021 nahm Symeonidis erneut an der PDC Qualifying School teil und erreichte die Final Stage. Dort gelang es ihm allerdings nicht, sich eine Tour Card zu sichern.
Beim World Cup of Darts 2021 schied Symeonidis mit John Michael in der ersten Runde gegen die Belgier aus.
2022 spielte Symeonidis erneut die Q-School. Er schied jedoch punktlos in der First Stage aus.